# Batavia
Batávia era a capital das Índias Orientais Holandesas. A área corresponde à atual Jacarta, na Indonésia. Batávia pode se referir à cidade propriamente dita ou seus subúrbios e interior, o Ommelanden, que incluía a área muito maior da Residência de Batávia nas atuais províncias indonésias de Jacarta, Banten e Java Ocidental.
A fundação da Batávia pelos holandeses em 1619, no local das ruínas de Jayakarta, levou ao estabelecimento de uma colônia holandesa; Batávia tornou-se o centro da rede comercial da Companhia Holandesa das Índias Orientais na Ásia . Os monopólios da produção local foram aumentados por culturas de rendimento não indígenas. Para salvaguardar os seus interesses comerciais, a empresa e a administração colonial absorveram o território circundante.

## Companhia Holandesa das Índias Orientais (1610–1799)

### Fundação
A região que se tornou Batávia ficou sob controle holandês em 1619, inicialmente como uma expansão do forte holandês original e um novo edifício nas ruínas da antiga Jayakarta. Coen decidiu expandir o forte original em uma fortaleza maior em 2 de julho de 1619 e enviou planos para o Castelo de Batávia à Holanda em 7 de outubro daquele ano. O castelo era maior que o anterior, com dois baluartes do norte protegendo-o de um ataque marítimo. Os armazéns de Nassau e Maurício foram ampliados com a construção de uma extensão de forte oriental, supervisionada pelo comandante Van Raay, em 12 de março de 1619.
Embora Coen quisesse nomear o novo assentamento Nieuw-Hoorn em homenagem a Hoorn (sua cidade natal), ele foi impedido de fazê-lo pelo conselho da VOC.  Batávia foi escolhida como o novo nome do forte e assentamento, e uma cerimônia de nomeação foi realizada em 18 de janeiro de 1621.  Recebeu o nome da tribo germânica Batavi, que habitou a região batava durante o Império Romano; na época, acreditava-se que a tribo era a ancestral do povo holandês. Jayakarta foi chamada de Batávia por mais de 300 anos.
Houve três administrações governamentais na região da Batávia.:7A autoridade inicial foi estabelecida em 1609:7e tornou-se o Alto Governo colonial, composto pelo Governador-Geral e pelo Conselho das Índias.:7A administração urbana (ou civil) da cidade de Batávia foi estabelecida em 1620.:9Em 24 de junho de 1620, dois funcionários da empresa e três cidadãos livres (ou burgueses) foram nomeados para o primeiro Colégio de Vereadores. A administração rural local, formada em 1664, tornou-se totalmente funcional em 1682.:10O povo javanês foi proibido de se estabelecer na Batávia desde a sua fundação em 1619.:194

### Expansão

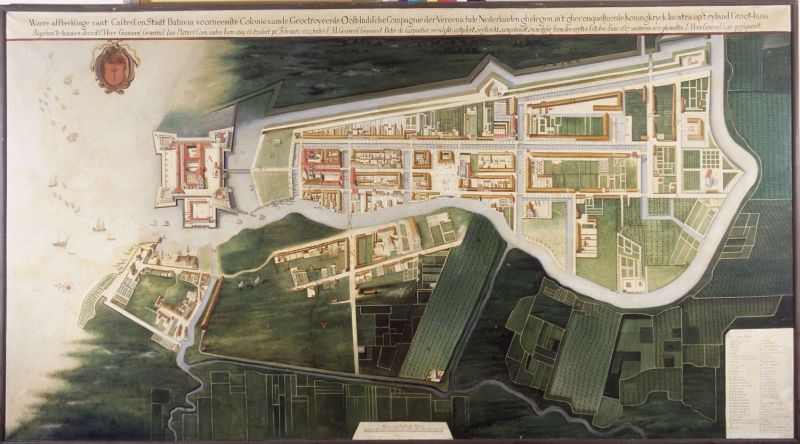
Batávia e sua expansão oriental

Desde a sua fundação, a Batávia foi planejada com um layout bem definido. Três trincheiras foram cavadas a leste do rio Ciliwung em 1619, seus primeiros canais holandeses. Os canais foram nomeados (do sul para o norte) Leeuwengracht, Groenegracht e Steenhouwersgracht. A área do castelo começa em um antigo campo ao norte de Steenhouwersgracht, no qual um mercado da cidade foi estabelecido. A primeira igreja e a prefeitura foram construídas c. 1622 na margem leste do rio; A primeira igreja combinada com a prefeitura de Batávia (substituída na década de 1630) ficava em 6° 07′ 56″ S, 106° 48′ 42″ L

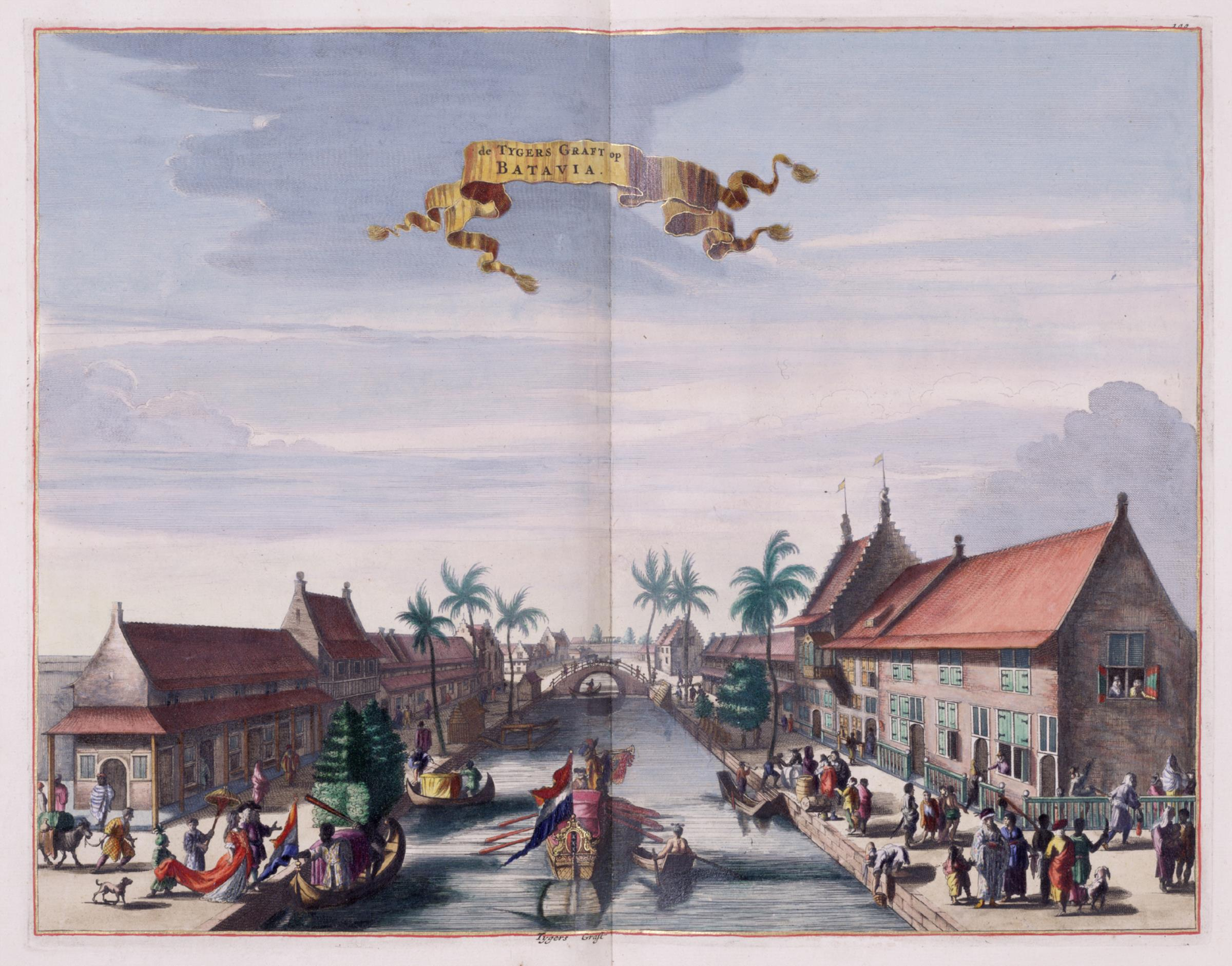
O canal Tijgersgracht, ladeado por coqueiros

Por volta de 1627, os três canais foram conectados ao canal Tijgersgracht. O novo canal era ladeado por coqueiros; de acordo com um observador contemporâneo, "Entre os Grachts, o Tygersgracht é o mais imponente e agradável, tanto pela beleza de seus edifícios quanto pela ornamentação de suas ruas, que proporcionam uma sombra muito agradável para quem passa pela rua" . A Prinsestraat, originalmente a rua que levava ao castelo, tornou-se um centro urbano conectando o portão sul do castelo com a prefeitura.
O leste da Batávia era protegido por um longo canal que ligava o fosso do castelo e a curva do rio Ciliwung, e corria em um pequeno ângulo para Tijgersgracht. O canal custou mais de 160 mil reais, que foram pagos principalmente pelos chineses e não pela empresa (que havia fortalecido o castelo com mão de obra escrava e carcerária). O canal externo de curta duração foi redesenhado vários anos após o cerco de Batávia em 1628-1629.

### A região
A região era uma importante fonte de alimentos e materiais de construção. A VOC estabeleceu um governo local em 1664, que se tornou totalmente funcional em 1682.:10 Habitantes chineses começaram a cultivar cana-de-açúcar.:6 

## Índias Orientais Holandesas (1800–1949)

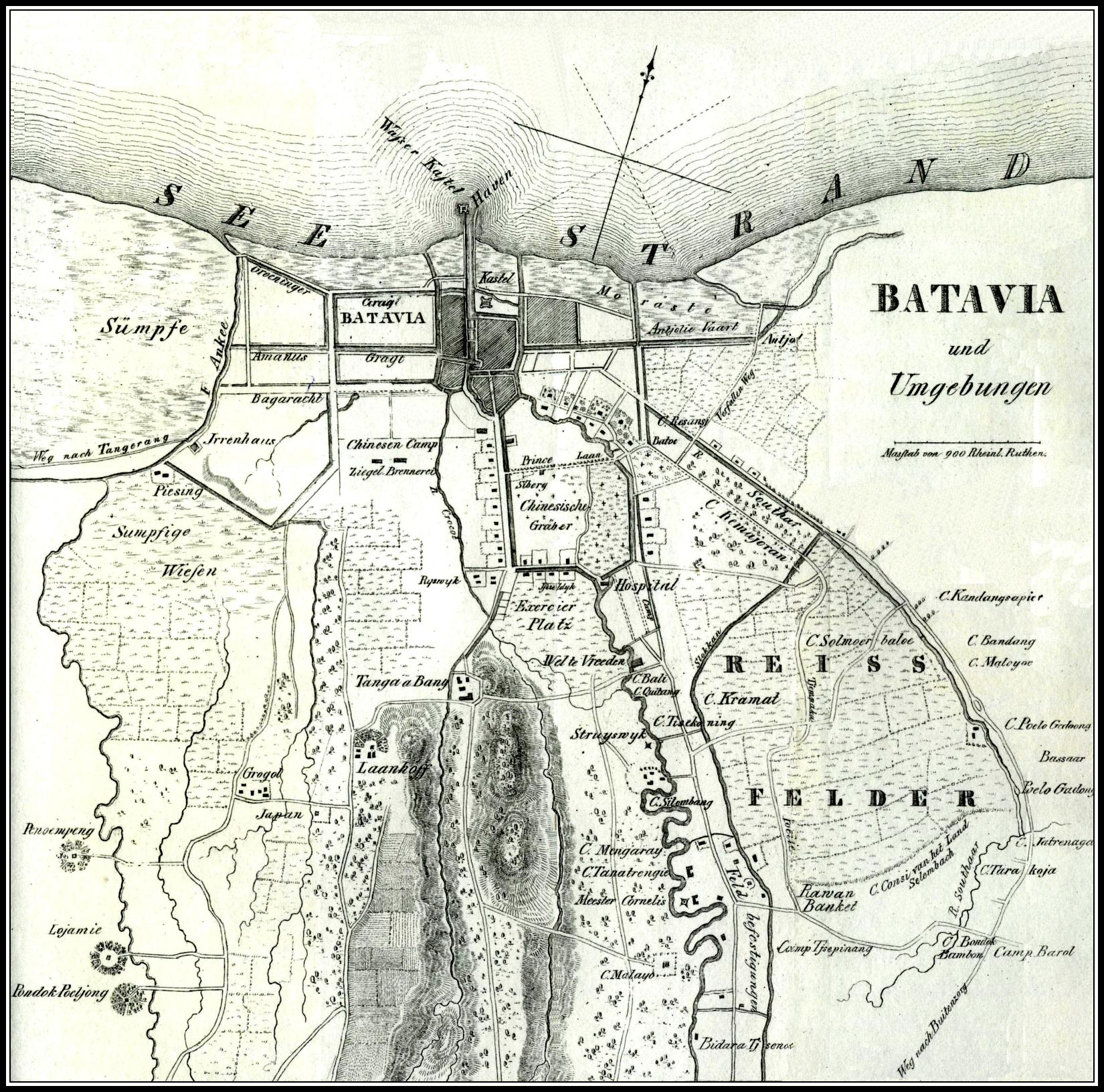
Expansão do sul, 1840

Depois que a VOC faliu e foi dissolvida em 1800, a República Batávia nacionalizou suas dívidas e posses e expandiu suas reivindicações territoriais em uma colônia conhecida como Índias Orientais Holandesas. Batávia evoluiu de uma sede de empresa regional para a capital da colônia.

### Expansão para o sul
Em 1808, Herman Willem Daendels decidiu deixar a Cidade Velha dilapidada e insalubre . Um novo centro da cidade foi construído mais ao sul, na propriedade Weltevreden . Batávia tornou-se uma cidade com dois centros; Kota era o centro de negócios com escritórios e armazéns de companhias de navegação e comércio, e Weltevreden abrigava o governo, militares e lojas. Os centros eram conectados pelo Canal Molenvliet e uma estrada ao longo do canal.

### Domínio britânico
Sob o domínio britânico, Daendels foi substituído por Stamford Raffles. Em 1811, Raffles - que trabalhava para a Companhia Britânica das Índias Orientais como secretário do governador de Malaca - decidiu assumir o governo de Batávia. Um dos motivos era impedir que os franceses interviessem completamente, já que Napoleão havia nomeado Daendels (que trabalhava em estreita colaboração com os franceses).
Em 1816, os holandeses voltaram a governar a região. Os europeus foram trazidos para o arquipélago para estabelecer uma colônia em terras desocupadas, desencadeando guerras em Java e Sumatra. Um grande número de tropas foi trazido para as Índias Holandesas para suprimir a agitação (particularmente em Sumatra) e estender a influência do governo holandês além de Java. No entanto, os holandeses nunca conquistaram todo o arquipélago.
O desenvolvimento de Weltevreden como centro administrativo da colônia continuou, mudando gradualmente o centro de Batávia para o sul de Oud Batávia. Um novo estilo de arquitetura do Império das Índias surgiu; villas de gesso branco com uma grande varanda frontal foram construídas, especialmente ao redor de Koningsplein e em Weltevreden. Esta parte mais nova da Batávia geralmente tinha uma aparência mais aberta do que a paisagem urbana desenvolvida de Oud Batavia.

### Movimento de independência

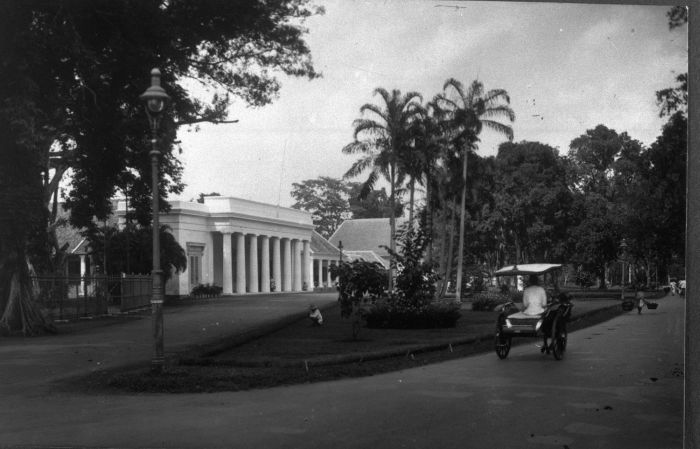
Prédio do Parlamento do Volksraad

O membro do Volksraad, Mohammad Husni Thamrin, criticou o governo colonial por ignorar os kampungs e atender aos ricos em Menteng. Em 1909, Tirto Adhi Soerjo fundou a União Comercial Islâmica na Batávia para apoiar os comerciantes indonésios. Filiais em outras áreas seguiram. Em 1920, Oemar Said Tjokroaminoto e Agus Salim estabeleceram um comitê na Batávia para apoiar o califado otomano.
Espiões alertaram os holandeses sobre uma revolta planejada em 1926, e os líderes do Partido Comunista da Indonésia (PKI) foram presos. Andries Cornelis Dirk de Graeff substituiu Dirk Fock como governador-geral, e as revoltas em Batávia, Banten e Priangan foram rapidamente esmagadas. Comunistas armados ocuparam a central telefônica de Batávia por uma noite antes de serem capturados. Os holandeses enviaram prisioneiros para Banden e para uma colônia penal em Boven-Digoel, no oeste da Nova Guiné, onde muitos morreram de malária. Sukarno e o Clube de Estudos fundaram a Associação Nacionalista da Indonésia (que se tornou o Partido Nacional da Indonésia e mais tarde se juntou ao Partai Sarekat Islam, Budi Utomo e ao Clube de Estudos de Surabaya para formar a União das Associações Políticas da Indonésia) em 4 de julho de 1927.
Um congresso de jovens foi realizado em Batávia em outubro de 1928, e os grupos começaram a se referir à cidade como Jacarta. Eles exigiram a independência da Indonésia, exibiram a bandeira vermelha e branca e cantaram o hino nacional indonésio escrito por Wage Rudolf Supratman . Os holandeses proibiram a bandeira, o hino nacional e as palavras "Indonésia" e "indonésio".

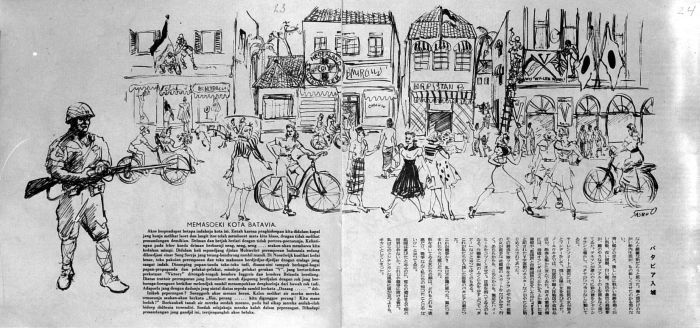
Desenho da entrada japonesa imaginada na Batávia

Em 5 de março de 1942, Batávia caiu nas mãos dos japoneses. Os holandeses se renderam formalmente às forças de ocupação japonesas em 9 de março de 1942, e o governo da colônia foi transferido para o Japão. A Batávia foi renomeada para Jacarta. A situação económica e as condições físicas das cidades indonésias deterioraram-se durante a ocupação. Edifícios foram convertidos em campos de internamento para os holandeses.
Após a derrota japonesa em 1945, a região passou por um período de transição e turbulência durante a luta indonésia pela independência. Durante a ocupação japonesa, e quando os nacionalistas indonésios declararam a independência em 17 de agosto de 1945, a cidade foi rebatizada de Jacarta.  Em 1945, foi brevemente ocupada pelos Aliados e devolvida aos holandeses. O nome holandês, Batavia, permaneceu o nome internacionalmente reconhecido até a independência da Indonésia ser alcançada e Jacarta proclamada a capital nacional em 27 de dezembro de 1949.